# Van ’t Hoff-egyenlet
A kémiai termodinamikában alkalmazott van ’t Hoff-egyenlet a T hőmérséklet és a K egyensúlyi állandó változásai közötti összefüggést adja meg ΔHo standardentalpia-változású folyamat esetére. Az egyenletet elsőként Jacobus Henricus van ’t Hoff vezette le.

## Az egyenlet
Az egyenlet a következő:
{\displaystyle {\frac {d\ln K}{dT}}={\frac {\Delta H^{\ominus }}{RT^{2}}},}
ahol R az egyetemes gázállandó. Az egyenlet felírható az alábbi formában is:
{\displaystyle {\frac {d\ln K}{d{\frac {1}{T}}}}=-{\frac {\Delta H^{\ominus }}{R}}.}
Az egyenlet közelítő pontosságú annyiban, hogy a folyamat entalpia- és entrópiaváltozását a hőmérséklettől függetlennek tételezi fel. Az egyenletet főként annak becslésére használják, hogy más hőmérsékleten mennyi lesz az egyensúlyi állandó új értéke. Ez úgy adható meg, ha a differenciálegyenlet T1 és T2 termodinamikai hőmérsékletek közötti határozott integrálját vesszük:
{\displaystyle \ln \left({\frac {K_{2}}{K_{1}}}\right)={\frac {\ -\Delta H^{\ominus }}{R}}\left({{\frac {1}{T_{2}}}-{\frac {1}{T_{1}}}}\right).}
Ebben az egyenletben K1 a T1 hőmérséklethez tartozó egyensúlyi állandó, K2 pedig a T2 hőmérséklethez tartozó egyensúlyi állandó.
A szabadentalpia definíciójából:
{\displaystyle \Delta G^{\ominus }=\Delta H^{\ominus }-T\Delta S^{\ominus }}
ahol S a rendszer entrópiája, és a reakció izoterm egyenletéből:
{\displaystyle \Delta G^{\ominus }=-RT\ln K}
következik:
{\displaystyle \ln K=-{\frac {\Delta H^{\ominus }}{RT}}+{\frac {\Delta S^{\ominus }}{R}}.}
Azaz az egyensúlyi állandó természetes logaritmusát ábrázolva a hőmérséklet reciprokának függvényében egy egyenest kapunk. Az egyenes meredeksége egyenlő a standard entalpia-változás és az egyetemes gázállandó hányadosának ellentettjével (−ΔHo/R), míg az egyenes tengelymetszete a standardentrópia-változás és az egyetemes gázállandó hányadosa (ΔSo/R). Ennek a kifejezésnek a deriválásával juthatunk el a van ’t Hoff-egyenlethez.

## Fordítás
Ez a szócikk részben vagy egészben  a   van 't Hoff equation című angol Wikipédia-szócikk ezen változatának fordításán alapul.  Az eredeti cikk szerkesztőit annak laptörténete sorolja fel. Ez a jelzés csupán a megfogalmazás eredetét és a szerzői jogokat jelzi, nem szolgál a cikkben szereplő információk forrásmegjelöléseként.